# Grupo Revelação

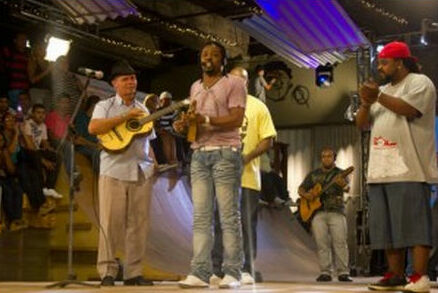
Grupo Revelação

Grupo Revelação (portugiesisch „Entwicklung“) ist eine brasilianische Pagodeband aus Rio de Janeiro.

## Werdegang
Grupo Revelação wurde 1991 gegründet. Die Band wurde von Victor Stecca im typischen Pagode-Carioca-Stil geprägt. João Carlos Silva Filho, künstlerischer Leiter der Radiostation FM O Dia hatte großen Anteil am Erfolg der Band. 1999 veröffentlichte BMG ihr erstes Album Revelação, an dem Musiker der Gruppe Kiloucura mitwirkten. Das Album enthält unter anderem den Song Zé do Caroço, eine Cover-Version des Liedes von Leci Brandão. Im Jahr 2002 hatte Grupo Revelação ihre größten Erfolge, sie wechselten zum Label Deckdisc und brachten das Album Ao Vivo no Olimpo heraus, welches sich 700.000 Mal verkaufte und damit Nummer zwei der meistverkauften Pagode-CDs war. Ihre Bekanntheit etablierte sich über Rio de Janeiro hinaus auf nationaler Ebene und nach Tourneen in den USA, Europa und Japan auch international. Novos Tempos aus dem Jahr 2003 wurde die vierte CD der Gruppe. 2005 brachte Deckdisc nach einer Million verkauften CDs eine DualDisc mit dem Titel Samba do Brasil heraus. Es folgten Velocidade da Luz und 2008 Aventureiro mit den Hits Aventureiro und Medo de Amar. 2009 nahm Grupo Revelação ein Live-Konzert im Viertel Morro da Urca mit dem Titel Ao Vivo no Morro auf. Zu ihren größten und populärsten Hits gehören unter anderem Deixa Acontecer, Coração Radiante, Talvez, Essência da Paixão und Grades do Coração.

## Besetzung
- Xande de Pilares: Gesang und Cavaco (port. gitarrenähnliches Saiteninstrument, ähnlich dem Cavaquinho)
- Mauro Júnior: Gesang und Banjo
- Rogerinho: Gesang und Tantã (port. Trommel)
- Sérgio Rufino: Gesang und Pandeiro
- Beto Lima: Gesang und Gitarre
- Artur Luís: Gesang und Reco-Reco (port. auch Raspador, Caracaxá oder Querequexé)

## Diskografie
- 2000: Revelação
- 2001: Nosso Samba Virou Religião
- 2002: Ao Vivo – Olimpo
- 2002: O Melhor Do Pagode De Mesa
- 2003: Novos Tempos
- 2004: Ao Vivo Na Palma da Mão
- 2005: Maxximum: Grupo Revelação
- 2006: Velocidade da Luz
- 2007: Revelação 100 % (BR: Gold)[4]
- 2008: Aventureiro
- 2009: Ao Vivo no Morro
- 2010: Ao Vivo no Morro 2 (BR: Gold)

### Singles
- 2012: Agora Viu Que Perdeu E Chora (BR: ×3Dreifachplatin )

### Videoalben
- 2010: Ao Vivo no Morro 2 (BR: Platin)
- 2012: 360° Ao Vivo (BR: Gold)